# Chapelle du Corpo Santo (Funchal)
La Chapelle du Corpo Santo (en portugais : Capela do Corpo Santo) est une chapelle située à Funchal, à Madère, au Portugal.

## Histoire
La chapelle a été construite au XVe siècle et au XVIe siècle dans un style de transition entre le gothique et maniérisme. 